# Konvicted
Albums de Akon
Trouble
(2004) Freedom
(2008)
Singles
1. Smack That
Sortie : 28 septembre 2006
2. I Wanna Love You
Sortie : 5 octobre 2006
3. Don't Matter
Sortie : 18 janvier 2007
4. Mama Africa
Sortie : 15 mai 2007
5. Sorry, Blame It on Me
Sortie : 17 juillet 2007
6. I Can't Wait
Sortie : 31 mars 2008

Konvicted est le deuxième album studio d'Akon, sorti le 14 novembre 2006.
Cet album comporte des featurings d'Eminem, Snoop Dogg, Styles P. (qui avait déjà travaillé avec Akon sur un remix de Locked Up) et T-Pain (qui plus tard enregistrera Bartender avec Akon).

## Liste des titres
| No  | Titre                                                                   | Auteur                                                                     | Contient un (des) sample(s) de                                      | Durée |
| --- | ----------------------------------------------------------------------- | -------------------------------------------------------------------------- | ------------------------------------------------------------------- | ----- |
| 1.  | Shake Down (Produit par Giorgio Tuinfort et Akon)                       | Aliaune « Akon » Thiam, Giorgio Tuinfort                                   |                                                                     | 3:52  |
| 2.  | Blown Away (featuring Styles P. – Produit par Giorgio Tuinfort et Akon) | Akon, Giorgio Tuinfort, David « Styles P » Styles                          |                                                                     | 3:29  |
| 3.  | Smack That (featuring Eminem – Produit par Eminem)                      | Akon, Marshall « Eminem » Mathers, Luis Resto, Mike Strange                |                                                                     | 3:37  |
| 4.  | I Wanna Love You (featuring Snoop Dogg – Produit par Akon)              | Akon, Cordozar « Snoop Dogg » Broadus Jr.                                  |                                                                     | 4:07  |
| 5.  | The Rain (Produit par Akon)                                             | Akon, Dwight « Skrapp » Reynolds, Theron Thomas, Timothy Thomas            |                                                                     | 3:27  |
| 6.  | Never Took the Time (Produit par Akon)                                  | Akon, Keon Bryce, Steve Skinner                                            |                                                                     | 3:57  |
| 7.  | Mama Africa (Produit par Akon)                                          | Akon, Hakim Abdulsamad, D. Browne, Bobby Dixon, E. Dwyer, P. Elton, B. Alp | Dem Gone de Gentleman                                               | 4:26  |
| 8.  | I Can't Wait (featuring T-Pain – Produit par Akon et T-Pain)            | Akon, Faheem « T-Pain » Najm                                               |                                                                     | 3:46  |
| 9.  | Gangsta Bop (Produit par Akon, Troo.L.S. et Rask)                       | Akon, T. Nielsen, Rune Rask                                                |                                                                     | 4:07  |
| 10. | Tired of Runnin' (Produit par Akon)                                     | Akon, H. Banks, C. Hampton, R. Jackson                                     | (If Loving You Is Wrong) I Don't Want to Be Right de Millie Jackson | 4:33  |
| 11. | Once in a While (Produit par Akon et Benny-D)                           | Akon, Brian « Benny Demus » Boulai, S. Crocker, Skip Prokop                | I'd Be So Happy de Three Dog Night                                  | 3:57  |
| 12. | Don't Matter (Produit par Akon)                                         | Akon, Bob Marley, Robert Kelly, A. Lawson                                  | Zimbabwe de Bob Marley and The Wailers Ignition (Remix) de R. Kelly | 4:52  |

| 13. | Sorry, Blame It on Me (Produit par Clinton Sparks)                | Akon, Clinton Sparks, S. Patrone          | 4:57 |
| 14. | Rush (featuring Kardinal Offishall – Produit par Akon)            | Akon, Jason Harrow, Andrew Joel Thompson  | 4:02 |
| 15. | Don't Matter (Calypso Remix) (Produit par Akon)                   | Akon, Bob Marley, Robert Kelly, A. Lawson | 5:30 |
| 16. | Gringo (Produit par Akon)                                         | Akon                                      | 4:30 |
| 17. | I Wanna Love You (Edit) (featuring Snoop Dogg – Produit par Akon) | Akon                                      | 4:07 |

| 13. | Gringo (Produit par Akon)                                          | Akon                       | 4:30 |
| 14. | I Wanna Love You (Clean) (featuring Snoop Dogg – Produit par Akon) | Akon, Cordozar Broadus Jr. | 4:07 |

| 18. | Struggle Everyday        | 4:16 |
| 19. | I Wanna Love You (Remix) | 4:35 |
| 20. | Fair to You              | 3:21 |
| 21. | Still Alone              | 2:46 |
| 22. | Mama Africa (Live)       | 4:45 |
| 23. | I Wanna Love You (Live)  | 4:37 |

| 1. | The Journey (Documentaire sur le pays d'origine d'Akon, le Sénégal) |  |
| 2. | Smack That (Clip)                                                   |  |
| 3. | I Wanna Love You (Clip)                                             |  |
| 4. | Don't Matter (Clip)                                                 |  |

## Classement
Konvicted est entré directement à la deuxième place du Billboard 200, avec 285 000 albums vendus durant sa première semaine de commercialisation. L'album est resté dans le Top 20 pendant 28 semaines consécutives. À sa sixième semaine, un million d'albums ont été vendus, il sera certifié disque de platine deux semaines plus tard. Après dix semaines de ventes, un total de 1,3 million de copies ont été écoulées. L'album sera officiellement certifié double platine à la seizième semaine. À la fin de la vingtième semaine, au total plus de deux millions de copies auront été vendues. Après trente semaines dans les charts, 2,4 millions d'unités auront été vendues. Le 19 novembre 2007, la Recording Industry Association of America (RIAA) l'a certifié triple disque de platine avec 3 millions de copies vendues aux États-Unis. Konvicted a été le deuxième album le plus vendu de l'année 2007.
| Chart (2006)                   | Fournisseur                        | Position | Certification  | Ventes    |
| ------------------------------ | ---------------------------------- | -------- | -------------- | --------- |
| Billboard 200                  | Billboard                          | 2        | Triple platine | 2 830 000 |
| Billboard Comprehensive Albums | Billboard                          | 2        | Triple platine | 2 830 000 |
| Top Internet Albums            | Billboard                          | 2        | Triple platine | 2 830 000 |
| Top R&B/Hip-Hop Albums         | Billboard                          | 2        | Triple platine | 2 830 000 |
| UK Albums Chart                | BPI/The Official UK Charts Company | 16       | Platine        | 410 000   |
| Australie                      | ARIA                               | 16       | Platine        | 70 000    |
| Australian Urban Album Chart   | ARIA                               | 3        | Platine        |           |
| Belgique                       | Ultratop / Nielsen                 | 33       |                |           |
| Top Canadian Albums            | Nielsen Soundscan                  | 4        | Double platine | 200 000+  |
| République tchèque             | IFPI                               | 23       | -              | -         |
| Danemark                       | IFPI / Nielsen                     | 31       | -              | -         |
| France                         | SNEP/IFOP                          | 7        | -              | 118 000   |
| Irlande                        | IRMA                               | 12       | Platine        | -         |
| Japon                          | Oricon                             | 18       | -              | 58 600    |
| Nouvelle-Zélande               | RIANZ                              | 1        | Double platine | 30 000    |
| Suède                          | GLF                                | 41       |                |           |
| Suisse                         | Media Control Charts               | 23       | Or             | 15 000    |